# 행운의 철 물고기

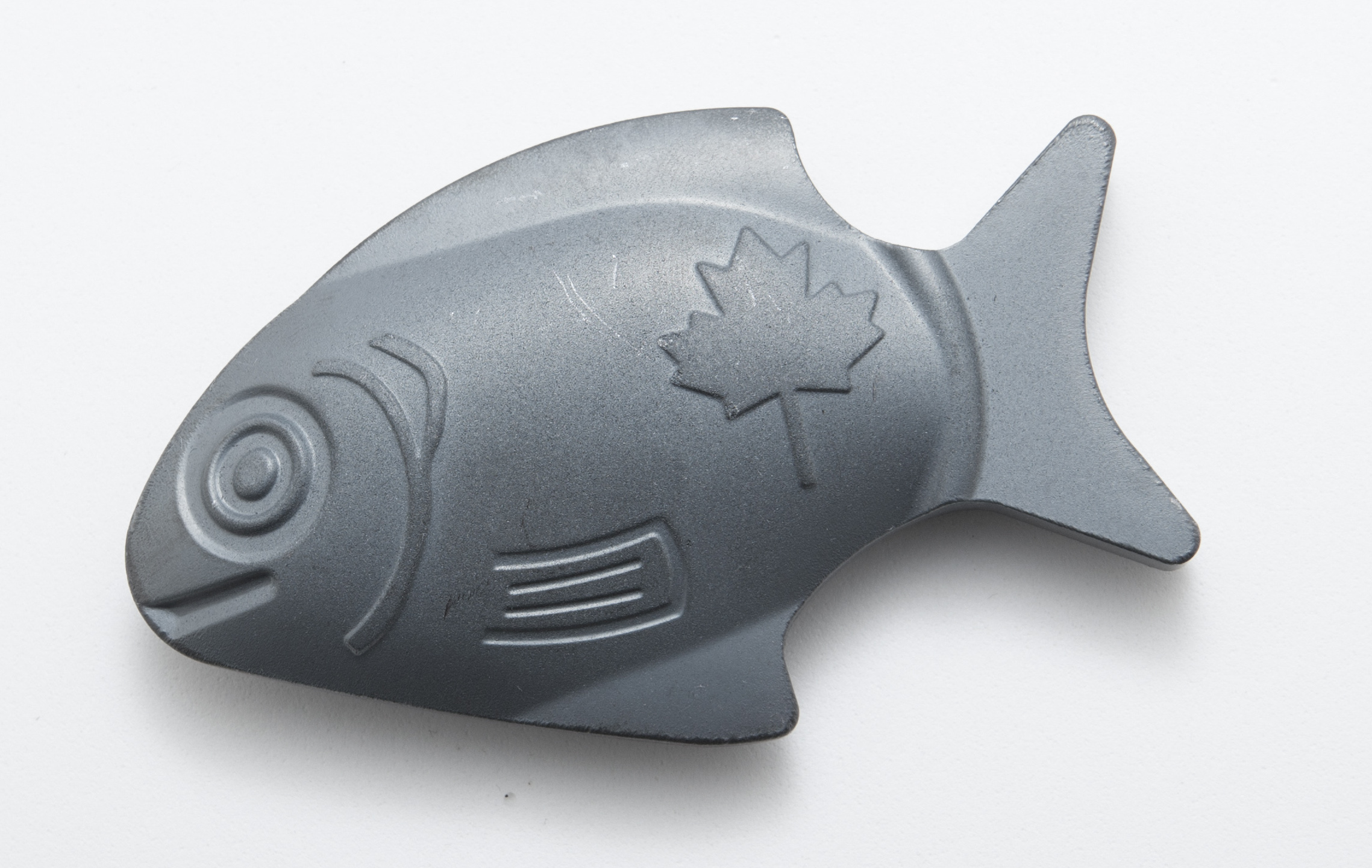
행운의 철 물고기

행운의 철 물고기(Lucky iron fish)는 철결핍성 빈혈 환자에게 철분을 식이 보충제로 제공하기 위해 사용되는 물고기 모양의 무쇠 주괴이다. 주괴는 끓는 물이 담긴 냄비에 넣어 물과 음식에 원소 철이 녹아들도록 한다. 이 주괴는 2008년 캄보디아의 캐나다 보건 의료 종사자들에 의해 개발되었으며, 2012년에는 행운의 철 물고기 프로젝트라는 회사가 설립되어 철 물고기를 더 큰 규모로 개발하고, 농촌 지역에 홍보하며, 비정부 기구 파트너에게 배포했다.
2017년에 발표된 연구에서는 철 주괴가 철 결핍 이외의 요인으로 인한 빈혈에는 효과가 없다는 사실이 밝혀졌다. 따라서 빈혈의 대부분이 철 결핍 때문이 아니며 유전적 헤모글로빈 장애의 유병률이 높은 캄보디아 및 다른 국가에서는 사용이 권장되지 않았다.

## 동기
캄보디아 임산부의 약 60%는 (2010년 기준) 식이 철 결핍으로 인해 빈혈성이며, 이는 조산 및 출산 중 출혈을 야기한다. 아기는 뇌 발달 문제 발생률이 증가한다. 철 결핍은 캄보디아에서 "가장 널리 퍼진 영양 장애"이며 전체 인구의 44%에 영향을 미치며 연간 약 700억 달러의 GDP 손실을 초래한다.
무쇠 조리기구는 요리를 통해 음식에 철을 전달하는 것으로 알려져 있지만, 캄보디아 농촌의 빈곤층에게는 구입 비용이 너무 비싸다.

## 개발
궬프 대학교 학생 크리스토퍼 찰스는 생명과학 학사 학위를 마친 후 캐나다 국제개발단(CIDA)으로부터 캄보디아에서 역학 보건 연구를 수행하기 위한 보조금을 받았다. 연구팀은 마을 여성들에게 철제 원반을 나눠주고 수프를 만들거나 물을 끓일 때 냄비에 넣어달라고 요청했다. 여성들은 요리할 때 철 조각을 사용하는 것을 꺼려했고, "거의 아무도 사용하지 않았다". 찰스는 이것이 "사회 마케팅의 과제"였다고 말했다. 캐나다로 돌아가 석사 과정을 시작하기 몇 주 전, 찰스는 박사 지도 교수 알래스테어 섬머리에게 전화하여 그의 호르몬 연구 프로젝트를 연기해달라고 요청했다. 섬머리는 그에게 철결핍성 빈혈 예방에 연구 초점을 맞추라고 말했고, 이는 결국 "박사 프로젝트로 확대되었다".
찰스와 다른 사람들은 연꽃 모양의 철 주괴를 배포했지만, 이 또한 마을 사람들에게 거부당했다. 마을 노인들과의 논의 중, 찰스는 현지 설화에서 행운과 건강, 행복의 상징으로 여겨지는 물고기 종에 대해 알게 되었다. 연구팀은 물고기 모양의 철 주괴를 만들었는데, 이는 마을 사람들에게 더 긍정적으로 받아들여졌고 마을 사람들의 혈중 철분 수치가 즉시 증가했다. 찰스는 나중에 "세상에서 가장 좋은 치료법을 가지고 있어도 사람들이 사용하지 않으면 소용이 없다"고 말했다.

## 평가
2008년 9월부터 2009년 2월까지 실시된 시험에서는 물고기가 최소 3개월 동안 개인의 혈중 철분 수치를 증가시켰지만, 지속적인 사용은 혈중 철분 수치에 미미한 장기적 효과를 가지는 것으로 나타났다. 연구는 늦은 계절풍 시기와 12월에 시작된 건기 동안 진행되었다. 마을 사람들은 전자는 빗물 집수된 물에 의존했고, 후자는 튜브 우물 물에 의존했다. 연구 지역에서 튜브 우물 물은 높은 농도의 비소와 망가니즈 이온을 포함하고 있는데, 이는 철의 존재 하에서 착화제 역할을 한다.  이는 주괴에서 방출된 철과 음식에서 일반적으로 얻을 수 있는 철 모두를 격리시키는 결과를 가져왔을 수 있다. 연구자들은 수질의 차이를 교락 변수로 해석하고 이를 통제하기 위한 두 번째 연구를 수행했다.
현지 대수층 모래에서의 철-비소 화학에 대한 연구는 철(III) 산화물이 저비소 지하수와 관련이 있는 반면, 철(II) 산화물은 고비소 농도를 나타낸다는 것을 보여준다.
후속 시험에서는 시험 시작 시점의 기본 혈중 철분 수치와 비교했을 때, 철 물고기를 사용한 사람들은 12개월 후에 혈중 철분 수치가 증가했으며 빈혈률이 43% 감소한 것으로 나타났다.
2017년 무작위 대조 시험에서는 철 물고기가 340명의 캄보디아 여성 표본 집단의 헤모글로빈 농도를 증가시키지 않는 것으로 나타났다. 이 여성들은 빈혈이 있었지만 철분 수치가 낮기 때문은 아니었다. 연구 결론은 "철분 결핍 유병률이 낮고 유전적 헤모글로빈 장애가 높은 캄보디아 또는 다른 국가에서는 물고기 모양 철 주괴 사용을 권장하지 않는다"라고 밝혔다.

## 생산
2012년 12월, 궬프 대학교 생명과학 박사 과정 학생인 게빈 암스트롱은 이 개념을 상용화하기 위해 행운의 철 물고기 프로젝트라는 회사를 설립했다. 이 회사는 근처 공장에서 나온 재활용 고철을 사용하여 물고기 모양의 철 주괴를 제조하기 위해 "취업이 어려운 캄보디아인"을 고용한다. 이 회사는 2013년 10월 몇몇 농촌 마을에서 제품 홍보를 시작했으며, 2014년 1월 칸달 주에서 본격적인 마케팅 캠페인을 시작했다.
2014년 5월, 이 회사는 CAD 86만 달러의 자금 조달을 확보했다고 발표했으며, 이에는 6만 마리의 철 물고기를 마리당 약 CAD 5달러의 비용으로 대량 생산하기 위한 그랜드 챌린지 캐나다의 CAD 50만 달러가 포함된다. 또한 민간 투자자로부터 110만 달러를 받았다. 이 회사는 2014년 첫 5개월 동안 약 1만 1000개의 제품을 비정부 기구 파트너에게 전달했다. 이 제품은 구매 시 사용 가능성이 더 높기 때문에 가능한 한 판매하지만, 필요한 곳에는 무료로 배포하기도 한다. 또한 캐나다에서 25달러에 판매하여 각 구매 시 캄보디아에 3개의 제품을 기부할 계획도 세웠다. 2015년 11월 현재 이 회사는 구매한 제품 1개당 1개의 제품을 기부한다.
2014년 4월 28일, 이 회사는 보도 자료를 통해 비영리 단체 B 랩에서 발행하는 B 코퍼레이션 인증을 획득했다고 발표했다.

## 사용
웃는 철 물고기는 길이 3 인치 (7.6 cm)이고 무게는 약 200 그램 (7.1 oz)이다. 이 물고기는 끓는 물 1리터에 레몬 주스 1~2방울과 함께 조리 용기에 넣어 10분간 끓인다. 레몬 주스는 장내 철분 흡수를 개선한다. 철 물고기는 밥이나 스튜를 요리할 때도 사용된다. 철 물고기를 소유한 마을 주민의 약 92%가 정기적으로 사용하며, 많은 사람들이 친구와 가족에게 행운의 상징으로 추천한다.
납작한 주괴는 조리 중 노출되는 겉넓이를 최대화하여 주괴에서 음식이나 냄비의 물로 침출되는 철의 양을 최대화하도록 설계되었다. 이를 사용하면 평균적인 마을 주민은 매일 권장되는 식단 철분의 약 75%를 얻을 수 있다.
암스트롱은 철이 침출되는 물이나 음식의 맛을 변화시키지 않는다고 말한다. 이 프로젝트는 농촌 지역의 성인 문맹률이 높기 때문에 프로젝트를 홍보하기 위해 캄보디아의 청소년을 대상으로 한다.

## 참고 자료
- Brown, Louise (2011년 11월 12일). “Canadian's lucky iron fish saves lives in Cambodia”. 《토론토 스타》. 2014년 5월 30일에 확인함.
- Chai, Carmen (2014년 5월 22일). “5 made-in-Canada ideas helping women and babies around the world”. 글로벌 뉴스. 2014년 5월 30일에 확인함.
- Charles, Christopher V.; Dewey, Cate E.; Daniell, William E.; Summerlee, Alastair J. S. (2011). 《Iron-deficiency anaemia in rural Cambodia: community trial of a novel iron supplementation technique》. 《European Journal of Public Health》 21. 43–48쪽. doi:10.1093/eurpub/ckp237. PMID 20110274.
- Dalal, Meera (2014년 5월 29일). “Lucky Iron Fish in cooking pots tackle anemia”. CBC 뉴스. 2014년 5월 30일에 확인함.
- Fendorf, Scott; Michael, Holly A.; van Geen, Alexander (2010). 《Spatial and Temporal Variations of Groundwater Arsenic in South and Southeast Asia》. 《Science》 328. 1123–1127쪽. Bibcode:2010Sci...328.1123F. doi:10.1126/science.1172974. PMID 20508123. S2CID 206519456.
- Hunt, Lori Bona (2011년 10월 25일). “Good Health Follows the Smiling Fish”. 《University of Guelph News》. 2014년 5월 30일에 확인함.
- Kirsch, V. (2013년 8월 6일). “U of G student heads back to Cambodia to promote 'lucky iron fish'”. 《궬프 머큐리》. 2014년 5월 30일에 확인함.
- Rappaport, Aviva (2017년 6월 14일). 《Randomized controlled trial assessing the efficacy of a reusable fish-shaped iron ingot to increase hemoglobin concentration in anemic, rural Cambodian women》. 《The American Journal of Clinical Nutrition》 106. 667–674쪽. doi:10.3945/ajcn.117.152785. PMID 28615257. 2017년 12월 5일에 확인함.
- Rhodes, Margaret (2013년 7월 26일). 《This iron fish offers relief from anemia》. 《Fast Company》. 2014년 5월 30일에 확인함.
- Roos, Nanna; Thorsenga, Henriette; Chamnanb, Chhoun; Larsenc, Torben; Gondolfa, Ulla Holmboe; Bukhavea, Klaus; Thilsteda, Shakuntala Haraksingh (2007). 《Iron content in common Cambodian fish species: Perspectives for dietary iron intake in poor, rural households》. 《Food Chemistry》 104. 1226–1235쪽. doi:10.1016/j.foodchem.2007.01.038.
- Sabapathy, Kanaha (2014년 5월 22일). “Program to end anaemia in Cambodia finding success”. Australia Network News. 2014년 5월 30일에 확인함.
- Smith, Eleanor (2013년 12월 22일). 《The Good-Luck Charm That Solved a Public-Health Problem》. 《디 애틀랜틱》. 2014년 5월 30일에 확인함.
- “The Lucky Iron Fish Project Joins a Growing Force of Certified B Corporations” (보도 자료). 궬프: Corporate Social Responsibility Newswire. 2014년 4월 28일. 2014년 5월 30일에 확인함.
- “Canada funds 65 innovative health projects to help save every woman, every child” (PDF) (보도 자료). 토론토: Grand Challenges Canada. 2014년 5월 22일. 2024년 4월 6일에 원본 문서 (PDF)에서 보존된 문서. 2014년 5월 30일에 확인함.
- “Bold Ideas with Big Impact – Grand Challenges Canada supports Lucky Iron Fish” (보도 자료). Lucky Iron Fish. 2014년 5월 22일. 2016년 3월 4일에 원본 문서에서 보존된 문서. 2014년 5월 30일에 확인함.
- “Background”. The Lucky Iron Fish Project. 2016년 3월 4일에 원본 문서에서 보존된 문서. 2014년 5월 30일에 확인함.
- “Lucky iron fish”. Shopify. 2015년 9월 12일에 원본 문서에서 보존된 문서. 2015년 9월 8일에 확인함.

## 더 읽어보기
- Sabapathy, Kanaha (2014년 5월 21일). “Lucky fish fixes iron deficiency in Cambodia”. ABC Radio Australia. 2014년 5월 31일에 원본 문서에서 보존된 문서.
- Tuerke, Katharine (June 2013). 《Cambodia's "lucky" cure》 (PDF). 《Research Magazine》 28. 18–19쪽. 2013년 10월 26일에 원본 문서 (PDF)에서 보존된 문서. 2014년 5월 30일에 확인함.